# Der große Diktator
Der große Diktator (Originaltitel The Great Dictator) ist ein US-amerikanischer Spielfilm von Charlie Chaplin und eine Satire auf Adolf Hitler und den Nationalsozialismus, richtete sich symbolisch aber auch gegen die US-Staatsmacht und den Militarismus allgemein. Die Uraufführung fand am 15. Oktober 1940 statt. Chaplins erster Tonfilm war für ihn wirtschaftlich besonders erfolgreich.
Berühmt ist die leidenschaftliche Rede Charlie Chaplins gegen Ende des Films – ein eindringlicher Appell an Soldaten und die ganze Welt für Demokratie, Frieden und Menschlichkeit.

## Handlung
In der Endphase des Ersten Weltkriegs kämpft ein kleiner jüdischer Friseur auf tomanischer Seite sowohl gegen den Feind als auch gegen die Tücken der Technik. Er rettet dem Piloten Schultz das Leben, wird aber bei einem Flugzeugabsturz so schwer verletzt, dass er sein Gedächtnis verliert und jahrelang im Krankenhaus bleiben muss.
Zwanzig Jahre später: Der Diktator Anton Hynkel (orig. Adenoid Hynkel) herrscht im Staat Tomanien (orig. Tomainia) und bereitet hinter dem Rücken des Herrschers von Bakteria (orig. Bacteria) namens Benzino Napoloni (orig. Benzino Napaloni) die Invasion des Nachbarlandes Osterlitsch (orig. Osterlich) vor. Sein eigentlicher Traum ist es, die Welt zu beherrschen.
Mit seinen Sturmtruppen terrorisiert Hynkel das von Juden und Andersdenkenden bewohnte Ghetto. Auch der aus dem Krankenhaus heimgekehrte jüdische Friseur und die Wäscherin Hannah, zwischen denen sich zarte Bande anbahnen, werden bedroht. Doch gerade als die Sturmtruppen den Friseur wegen seines Widerstands lynchen wollen, kommt zufällig Schultz, inzwischen Kommandeur der Sturmtruppen, vorbei und erkennt in ihm den Soldaten wieder, der ihm im Ersten Weltkrieg das Leben gerettet hat. Schultz sorgt dafür, dass das Ghetto trotz Hynkels Hasstiraden gegen die Juden weitestgehend von Übergriffen verschont wird.
Als Hynkel das Geld für die Aufrüstung ausgeht, stellt er vorübergehend die Unterdrückung der Juden ein, um vom jüdischen Bankier Epstein einen Kredit zu erhalten. Als dieser ihm den Kredit verweigert, erklärt der Diktator die Juden wieder zu seinen Feinden. Kommandeur Schultz tritt gegen diesen Entschluss ein und wird deshalb von Hynkel in ein Konzentrationslager eingewiesen. Schultz kann jedoch fliehen und bei seinem Freund im Ghetto untertauchen. Der Diktator geht unterdessen ein Bündnis mit dem ebenfalls faschistisch regierten Land Bakteria und dessen Diktator Napoloni ein, welches ihn vor einer Intervention von Seiten Napolonis im Falle der Besetzung Osterlitschs schützen soll.
Die Bewohner des Ghettos planen – angestiftet von Schultz – ein Attentat auf Hynkel, werden dann jedoch von Hannah daran erinnert, dass Freiheit nicht durch Mord und Zerstörung erreicht werden kann. Zudem ist niemand bereit, sich bei einem Sprengstoffanschlag auf Hynkels Palast selbst zu opfern. Bei einer Razzia werden Schultz und der Friseur entdeckt und in ein KZ an der Grenze zu Osterlitsch gebracht. Ihnen gelingt die Flucht. Beide tragen Uniformen. Wegen der Ähnlichkeit des jüdischen Friseurs mit dem Diktator Hynkel kommt es zu einer Verwechslung. Der echte Hynkel, der in der Nähe allein auf Entenjagd ist, um damit den geplanten Einmarsch in Osterlitsch zu verschleiern, wird für den geflohenen Friseur gehalten und eingesperrt, und der Friseur hält an seiner Stelle die auch im Radio übertragene Rede vor dem Volk des gerade besetzten Osterlitsch. Der Friseur nutzt diese Chance, um einen flammenden Appell für Menschlichkeit, Gerechtigkeit und Weltfrieden abzugeben, und richtet sich zum Schluss auch an Hannah.

## Produktionshintergrund

### Hintergründe der Filmidee
Alexander Korda hatte Chaplin 1937 vorgeschlagen, einen Hitlerfilm mit einer Personenverwechselung zwischen dem Tramp und Hitler zu entwickeln, da beide denselben Schnurrbart hätten. Chaplins Freund Cornelius Vanderbilt schickte ihm eine Serie von Postkarten, die Hitler zeigten, der eine Rede hielt. (Vermutlich ist hier eine Foto-Serie gemeint, die Hitler 1927 im Atelier seines bevorzugten Münchner Fotografen Heinrich Hoffmann hatte aufnehmen lassen.) Seine „obszönen“ Gesichtsausdrücke dienten Chaplin hierbei als Vorlage. Weiter nutzte Chaplin die Reden und Gebärden der Wochenschauaufnahmen, in denen Hitler mit Kindern sprach, Babys streichelte, Krankenhäuser besuchte und Reden zu diversen Anlässen hielt.

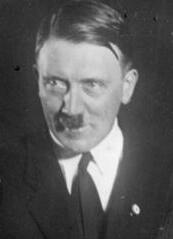
Adolf Hitler, 1927
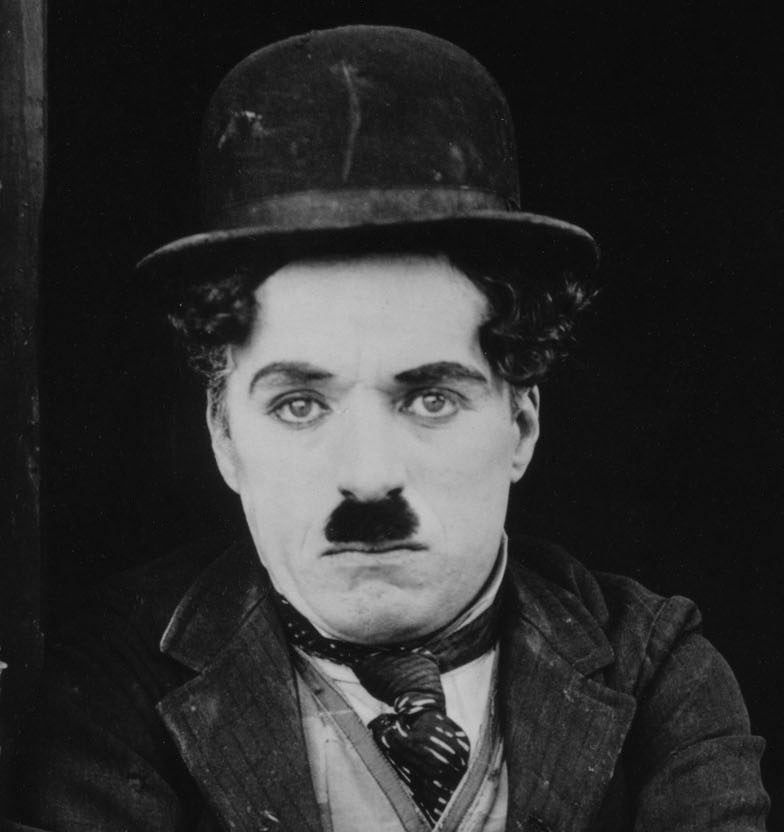
Charlie Chaplin als The Tramp, 1921 (in The Kid)

### Filmmusik
Zwei berühmte Szenen des Films werden von dem Vorspiel zur Oper Lohengrin von Richard Wagner untermalt: Hynkels Tanz mit der Weltkugel und die Schlussansprache des jüdischen Friseurs. Beim Tanz mit der Weltkugel bricht das Stück unvermittelt vor dem Höhepunkt ab und der Ballon zerplatzt. Bei der Schlussansprache hingegen erreicht es seinen Höhepunkt und kommt zu einem musikalisch befriedigenden Abschluss.
Weitere Bekanntheit erlangte die unmittelbar nach dem Tanz mit der Weltkugel angesiedelte Szene, die vom Ungarischen Tanz Nr. 5 von Johannes Brahms unterlegt wurde: In dieser rasiert und kämmt der Friseur einen Kunden im von den Tanzschritten der Musik vorgegebenen Rhythmus. Die Szene dauert über zwei Minuten und wurde ohne Schnitt gedreht.

### Filmausstattung

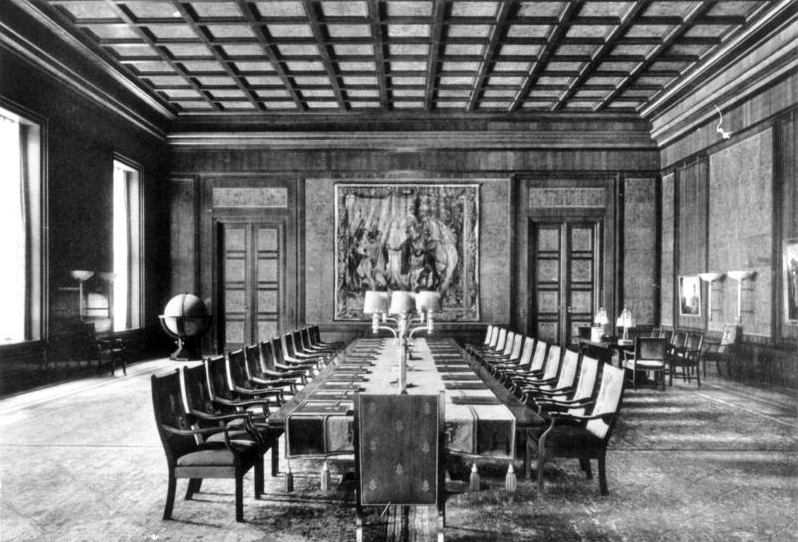
„Reichskabinettsaal“, 1939

Die Ausstattung des Films richtet sich nicht nach den historischen Wirklichkeiten, sondern entspricht den satirisch überzeichnet Erwartungen an den deutschen Militarismus. So residiert der Hynkel-Hitler in so etwas wie einem barocken Schloss und trägt teilweise, wie auch der Gorbitsch-Goebbels, eine weiße mit Orden gespickte Paradeuniform. Soldaten- und Sturmtruppmann-Helme wirken Pickelhauben nachempfunden. Diese Ausstaffierung fällt eher in die Zeit deutscher Kaiser und Könige. Die künstlerische Freiheit, die sich Chaplin hier erlaubte, bedient das Klischee des preußischen Soldaten.

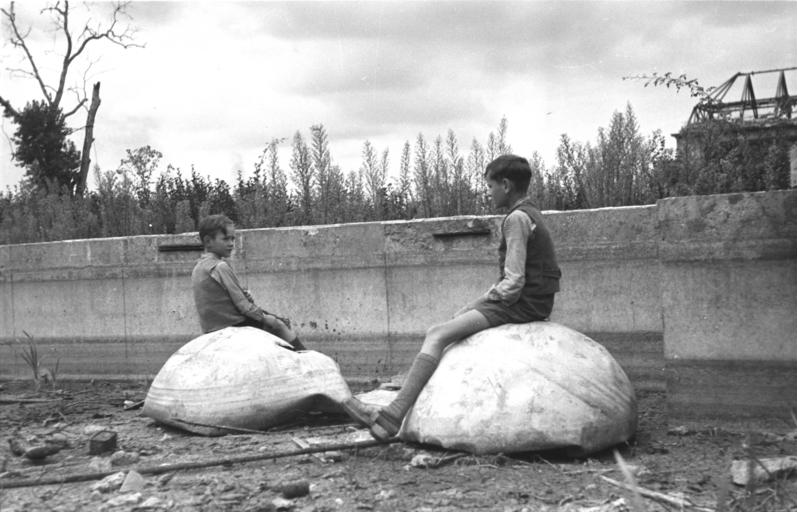
Zerbeulte Aluminium-Kugelhälften von einem der Globen der ehemaligen Reichskanzlei, 1947

Es ist wahrscheinlich, dass Chaplin sich auch Bilder der Innenausstattung der 1939 bezogenen Neuen Reichskanzlei in Berlin angesehen hat. Ein veröffentlichtes Foto zeigt den „Reichskabinettsaal“, in dem auch ein riesiger Globus zu sehen ist. Eine weitere Weltkugel ist in Hitlers 400 Quadratmeter großem Arbeitszimmer auf Fotos zu erkennen. Die „Großgloben für Staats- und Wirtschaftsführer“ wurden in den 1930er Jahren in Kleinserie vom damals in Berlin-Lichterfelde ansässigen Columbus Verlag hergestellt. Der reale Hitler ging sehr wahrscheinlich seinen Machtfantasien nicht an einem Globus nach, auch hielt sich sein Interesse an der Welt als empirischem Gegenstand in Grenzen. Bei seinen Kriegsplanungen spielten die Globen sicherlich keine Rolle. Vielmehr legte er größten Wert darauf, als militärstrategischer Autodidakt seinen umfänglich ausgebildeten Generalstabsoffizieren vorzuführen, dass er der eigentliche Stratege Deutschlands sei. Aus diesen Gründen gab es in jeder Hitler-Residenz und jedem -Arbeitszimmer neben der unvermeidlichen Globuskugel den sehr oft genutzten ausladenden Kartentisch.

## Analyse

### Satirische Entsprechungen

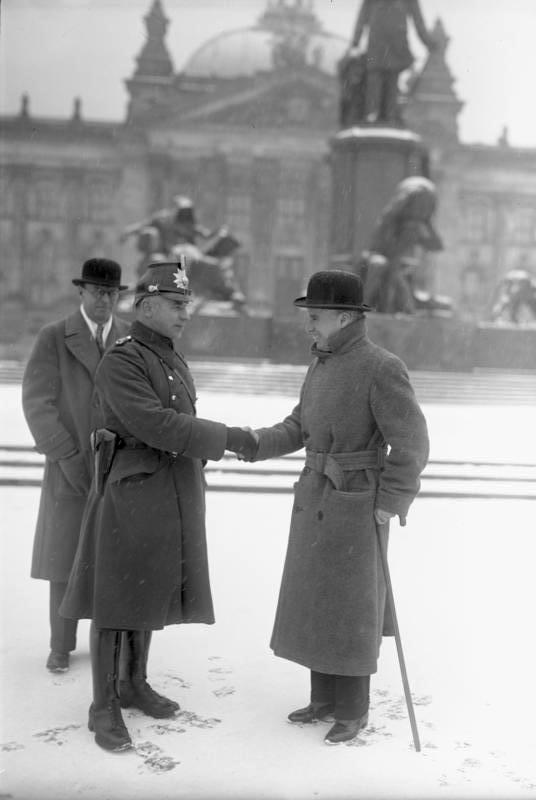
Chaplin während eines Deutschlandbesuchs vor dem Reichstag, Berlin 1931

Obwohl es sein erster Tonfilm war, hatte Chaplin die Idee zu einer satirisch eingesetzten fiktionalen Sprache, die er in dieser noch jungen Filmtechnik erstmals umsetzte. So werden Hynkels Reden in einer Form von Grammelot auf tomanisch gehalten. Es handelt sich dabei um eine bewusst unverständliche Sprache unter anderem mit Anteilen von Englisch und Deutsch. Der aggressive Tonfall, die Mimik und die Gestik lassen dabei aber unmissverständlich auf den Inhalt der Nachricht schließen. Es wird insgesamt die Sprache und Rhetorik Adolf Hitlers persifliert.
Mehrfach wird das Kunstwort „Schtonk“ verwendet und mit „… wird abgeschafft“ übersetzt („Demokratie Schtonk! Liberty Schtonk! Free Sprecken Schtonk!“). Helmut Dietl verwendete es 1992 als Titel für seinen satirischen Film über die Hitler-Tagebücher-Affäre. Die Schilder und Ladenbeschriftungen im Ghetto sind in manchmal leicht entstelltem Esperanto verfasst (z. B. restoraciz für ‚Restaurant‘, auf Esperanto restoracio, aber englisch ausgesprochen wie rest o’ races ‚Rassenrast‘). Auf dem Schild eines Händlers wird das Wort „Terpumos“ als Kunstwort für Kartoffeln verwendet (Esperanto terpomo = Kartoffel).
Ein Running Gag ist das Auftreten einzelner echter deutscher Wörter: „Wiener Schnitzel“, „Sauerkraut“, „Blitzkrieg“, „straff“, „Leberwurst“, „Stolz“, „Katzenjammer“.
Im Rahmen seiner Satire auf die NS-Herrschaft parodierte Chaplin auch die Namen von Staaten und Politikern. Der Rassengedanke der NS-Ideologie blieb im Film jedoch unpersifliert, denn Begriffe wie „Jude“, „Arier“, „Ghetto“ und „Konzentrationslager“ wurden nicht verfremdet.
Die Entsprechungen der satirisch verfremdeten Eigennamen lauten wie folgt:
- Tomanien (englisch Tomania) = „Germania“ / Deutschland; Anspielung auf Ptomain = Leichengift, aber auch auf to mania ‚in den Wahn‘ (wodurch Chaplin den Größenwahn Deutschlands karikierte)
- Bakteria (englisch Bacteria) = Italien
- Osterlitsch (englisch Osterlich) = „Austria“ / Österreich, man könnte auch eine Anspielung auf Austerlitz erkennen.
- Anton Hynkel (englisch Adenoid Hynkel) = Adolf Hitler; Adenoid könnte aus der medizinischen Bedeutung von „Adenoide“ oder aus der Zusammenziehung des Namens „Adolf“ und des Wortes „paranoid“ hergeleitet sein, lässt aber auch „Android“ assoziieren. Ironischerweise sollte ein Hans Hinkel, zunächst Sonderreferent für Judenfragen und verantwortlich für die Verdrängung jüdischer Deutscher aus dem Kulturbetrieb, später tatsächlich die Filmpropaganda der Nazis leiten.
- Benzino Napoloni (englisch Benzino Napaloni) = Benito Mussolini; Anspielung auf Benzin und italienischer Napoleon
- Feldmarschall Hering (englisch Field Marshal Herring) = Hermann Göring
- Dr. Gorbitsch (englisch Dr. Garbitsch) = Dr. Joseph Goebbels, US-englisch garbage ‚Müll‘
- Aroma (ital. Roma) = Rom
- Bretzelberg = Salzburg

Chaplin bewies Gespür für Komik und Satire, indem er im Film die Stilmittel Verniedlichung, Überzeichnung und Umkehrung einsetzte. So wird dem aufgeladenen italienischen Diktator das explosive Wort Benzin namentlich untergeschoben, dem deutschen das wenig heldenhafte Wort Hinkel für Haushuhn, dem bekanntlich dicken Göring das Wort Hering, im umgekehrten Sinne von „dünn wie ein Hering“.

Doppelkreuz als Symbol Hynkels

Das Symbol von Hynkels Diktatur ist ein doppeltes Kreuz, eine Anspielung auf das Hakenkreuz als Symbol der Nationalsozialisten. In der englischen Sprache ist der Begriff double-cross ein Synonym für ‚Doppelspiel‘.

### Sprache der Bilder
Meisterlich setzt Chaplin die visuelle Ausdrucksform ein. In der faschistischen Propaganda wurde seinerzeit oft der Größenunterschied des relativ kleinen Diktators Mussolini zu seinem nur wenig größeren deutschen Gegenstück Hitler durch Tricks in der Aufnahmetechnik kaschiert. Im Film werden diese Tatsachen satirisch umgekehrt und geradezu zelebriert. So ist auch die Anspielung im Filmtitel zu verstehen, „great“ wie groß oder großartig. Spätestens beim Wettkampf von Napoloni und Hynkel beim gemeinsamen Friseurbesuch um größtmögliche Ausfahrbarkeit des jeweiligen Friseurstuhles wird dies auf die Spitze getrieben.
Das zu zwei simplen Kreuzen verulkte Hakenkreuz ist im Film erdrückend allgegenwärtig und entlarvt damit die Allmacht des Unterjochungsapparates. Es wirkt gleichsam wie die Dreikreuzeunterschrift eines Analphabeten, stempelartig allen Systemteilen aufgedrückt. Dies ist besonders auffällig in Verbindung mit der von Hynkel verwendeten nur indirekt verständlichen satirischen Kunstsprache. Napoloni hat als Armbindensymbol dagegen zwei sich normalerweise gegenüber liegende Würfelseiten (eine Eins und eine Sechs), was auch eine beliebige Austauschbarkeit solcher Machtsymbole widerspiegelt.
Der Film folgt verschiedenen Grundmustern, wie der Darstellung der Diktatoren sowie derer, die ihnen zur Macht verhelfen, und auch Waffen und Krieg als Bedrohung. So wird beispielsweise Hynkel mit Hynkel-Gruß erhöht hinter einer großen Uhr vorgeführt, die „kurz vor zwölf“ anzeigt, und bei seinem Parteitag hängen dunkle Wolken über der bis zum Horizont versammelten Masse, welche selbst aus Nussknacker-ähnlichen Holzpuppen besteht, die den rechten Arm zum Jubel vom Tonband heben, wenn Hynkel einen Satz beendet. Tanzt der jüdische Friseur schon zu Filmbeginn mit der Granate eines einschüchternd großen Geschützes um sein Leben, ist später die Welt bildlich Spielball des machtverliebten Hynkel, als er mit seinem Globus tanzt und dieser letztlich wie eine Seifenblase zerplatzt.
Der dargestellte „Hynkel-Gruß“, eine Anlehnung an den Hitlergruß, wird bei jeder Begrüßung, Abmachung oder Verabschiedung in offensichtlicher Übertreibung dargeboten. In einer Einstellung werden berühmte Kunstwerke, die Venus von Milo und der Denker Rodins, mit zum seitenverkehrten „Hynkel-Gruß“ erhobenem linken Arm präsentiert – die vertauschte Seite parodiert hier den Hitlergruß als ein oftmals im Film eingesetztes Stilmittel.

Der seit der Kaiserzeit mit dem geflügelten Begriff „Großer Bahnhof“ bezeichnete Vorgang der, gleichsam in der NS-Zeit, öffentlichkeitswirksam inszenierten Staatsempfänge der mit einem Sonderzug angereisten Persönlichkeiten wird im Film zur Lachnummer verunglimpft. Napoloni wird mit seiner Frau im Waggon so lange ruckartig hin und her rangiert und der rote Teppich dabei wild verrückt, bis endlich die Staatsgäste entnervt protokollgemäß aussteigen können.

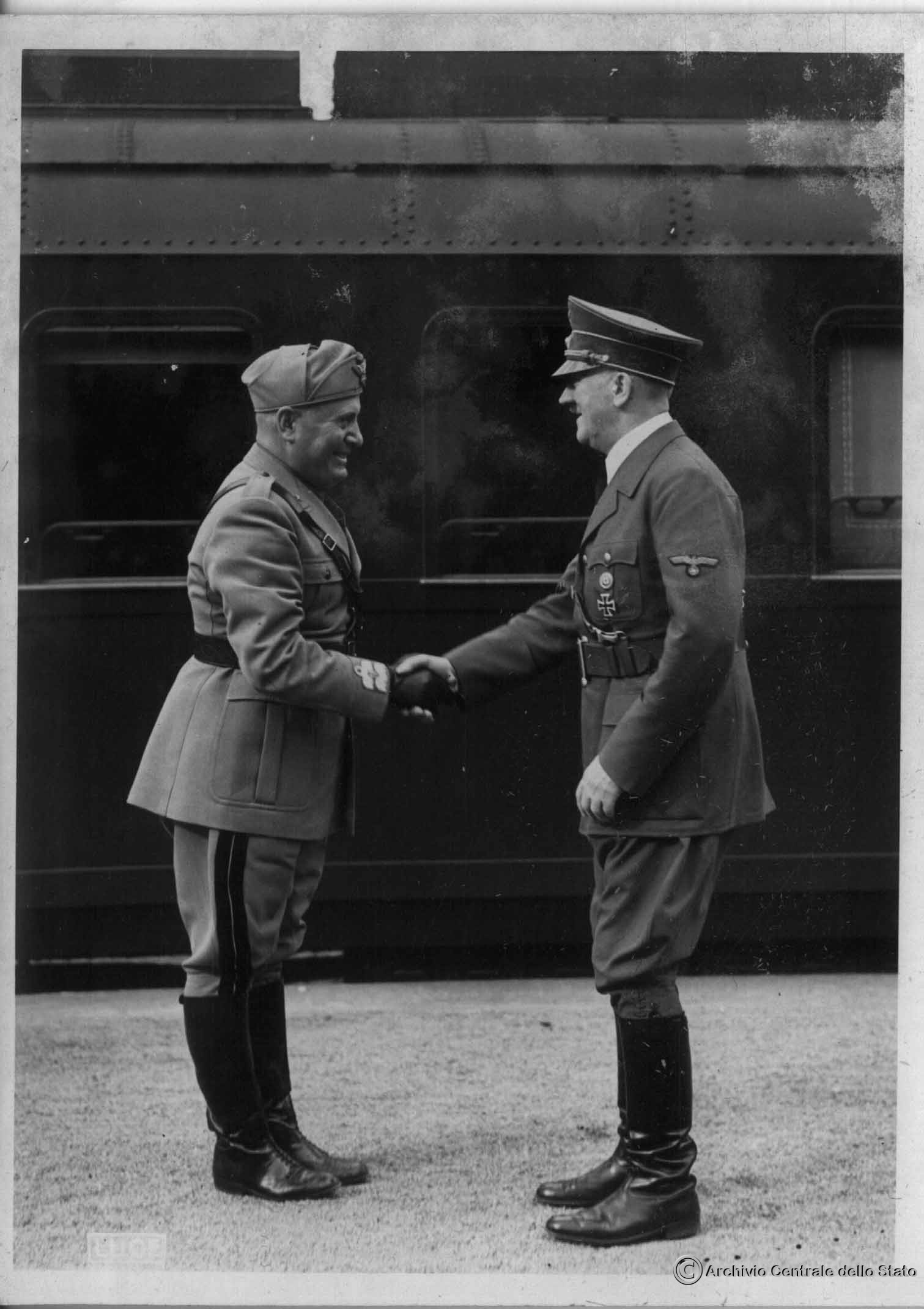
Hitler und Mussolini am Bahnsteig, August 1941
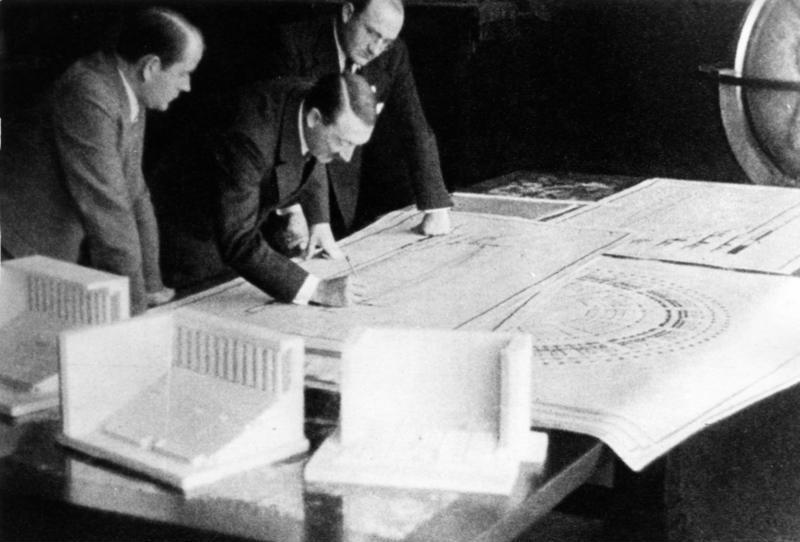
Adolf Hitler mit Architekten und Globus seitlich
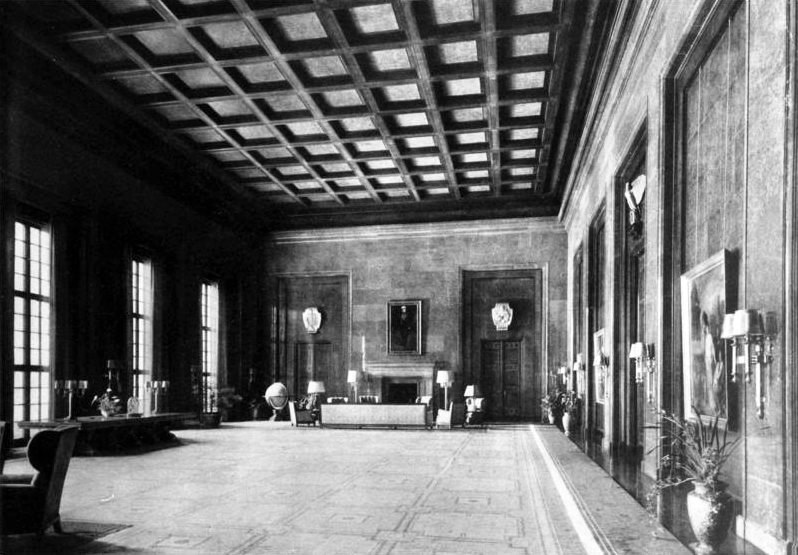
Hitlers Arbeitszimmer in der Neuen Reichskanzlei mit Globus
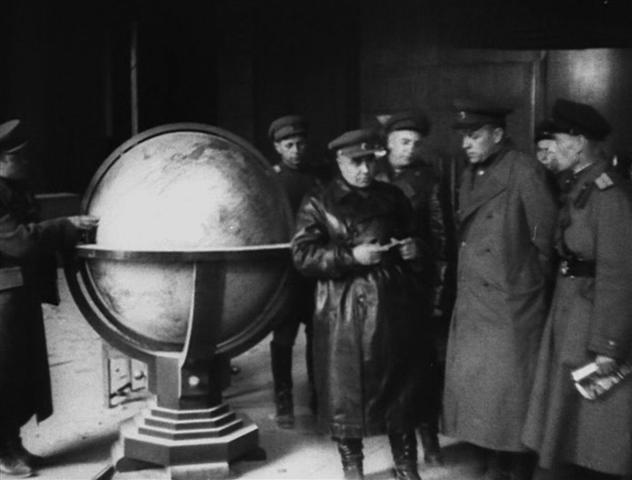
Russische Soldaten vor einem der Columbus-Globen der Reichskanzlei 1945

### Die beiden Hauptfiguren

#### Adenoid Hynkel
Hynkel ist eine Parodie auf Adolf Hitler und wird wie der Friseur von Chaplin gespielt. Chaplin macht sich dabei körperliche Ähnlichkeiten mit Hitler zunutze. Dem Hynkelhitler werden im Film durchaus einige Talente zugestanden, in Rhetorik, Selbstinszenierung, Massenbeeinflussung, Klavierspiel und sogar ballettartigem Tanzen. Er ist allerdings überaus arrogant und hat anstelle von Akten Spiegel in seinem Büroschrank, in denen er demagogisch die Mimik für seine ihm enorm wichtigen Reden einstudiert. Er ist bei der Verwirklichung seiner Ziele fleißig, ausdauernd und konzentriert, lässt sich aber ständig von unnötigen Pflichten ablenken. Er zeigt oft Unreife und Unprofessionalität. Einmal klettert er einen langen Vorhang in seinem Büro hoch, weil er vor Gorbitsch Ruhe haben möchte. Dies ist ein Beispiel für kindisches Verhalten. Er ist zudem nicht in der Lage, politische Entscheidungen allein zu treffen, und dabei leicht beeinflussbar, besonders durch Dr. Gorbitsch. Hynkel ist schnell aus der Fassung zu bringen. Oft ist er unbeherrscht, in Reaktionen vorschnell und handelt unüberlegt. Er ist brutal und bereit, 3000 Arbeiter zu töten, nur weil diese vorhaben zu streiken. Hynkels Vorstellungen von einer zukünftigen Welt zeigen Parallelen mit Hitler. Dieser will irrational alle Juden ausrotten. Aber der braunhaarige Hynkel will Brünette gleich mit vernichten. Nur Geldmangel zwingt ihn, seinen Hass kurzzeitig zu verstecken. In seinem Machtwahn geht er ohne Zögern über Leichen, so zum Beispiel im Zuge seiner Pläne zur Eroberung Osterlitschs, bei denen ihn Verluste auch eigener Soldaten nicht im Geringsten berühren.
Sein Verhalten zum weiblichen Geschlecht ist das eines Raubtieres zur Beute, er fällt plötzlich über seine Sekretärin her und wirft diese einfach um, gibt aber sofort gemeldeten Regierungsgeschäften Vorrang. Hynkel lässt sich insgesamt als arrogant, eitel, unduldsam, machtbesessen, herrisch, maßlos, empathielos, unreif, unprofessionell, unselbständig bei politischen Entscheidungen, unbeherrscht, vorschnell, unüberlegt, ungestüm und irrational charakterisieren. Die Figur des Hynkel ist aber nicht mehr die des Slapstickschurken, der einfach nur überall draufhaut. Vielmehr ist Diktator Hynkel ein detailreiches Psychogramm eines kleingeistigen Größenwahnsinnigen, der die gesamte Welt bedroht.

#### Der Friseur
Der jüdische Friseur ist zu Filmbeginn ganz unheldenhaft und eher unfreiwillig tomanischer Soldat im Ersten Weltkrieg. Das zeigt sich auch in der ängstlichen und tollpatschigen Handhabung von Waffen. Der Umgang mit Granaten und sonstigem Kriegswerkzeug ist ihm offensichtlich nicht vertraut. Trotz enormer Angst und Unwissenheit setzt er sich aber für seine Kameraden ein. Im Nebel der Schlacht verwischt der Unterschied zwischen den eigenen Kameraden und dem Feind so sehr, dass der Friseur sich schusseligerweise sogar kurz in eine feindliche Patrouille einreiht. Seine Kriegskunst liegt in einer schnellen Gefahrenbewertung, aber vor allem im Wegrennen. Er ist gezwungen, Befehle auszuführen, gehorcht dabei aber nicht bedingungslos. Der Friseur ist offensichtlich noch nie selbst ein Flugzeug geflogen, doch durch Mut und Selbstbewusstsein rettet er nicht nur sich selbst, sondern auch den Kommandanten Schultz auf der gemeinsamen Flucht. Der Charakter des Friseurs ist dadurch gekennzeichnet, dass er sich – oftmals spontan und ohne an mögliche Konsequenzen zu denken – für seine Mitmenschen einsetzt. Seinen Friseurberuf liebt er innig und sein kleiner Salon zählt zu den wichtigsten Dingen in seinem Leben. Ihm ist nach seinem Kriegsdienst nicht bewusst, wie sehr sich die politische Situation zu seinem Nachteil verändert hat, und so wehrt er sich mit enormem Ehrgeiz gegen Übergriffe ganzer Horden von Hynkels Sturmtruppen.
Neben seinem Friseurgeschäft spielt Hannah, die Wäscherin, eine große Rolle in seinem Leben. In ihm entsteht der Wunsch, seine Zukunft mit ihr zu verbringen, und er träumt von gemeinsamer Flucht in ein Exil. Den Friseur kennzeichnet neben seiner Herzlichkeit, dass er ein sehr bescheidener, zuvorkommender, freundlicher und hilfsbereiter Mensch ist. Er ist sehr höflich und entschuldigt sich in jeder Situation, in der er denkt, etwas falsch gemacht zu haben. Die Figur des kleinen Friseurs wird im Film von Anfang an als Sympathieträger aufgebaut und weist viele Merkmale der Figur des Tramps aus Chaplins früheren Filmen auf. Als der Friseur am Filmende als mit Hynkel Verwechselter zunächst unfreiwillig ans Rednerpult und vor die Volksmassen von Osterlitsch gerät, sitzt ihm – wie auch schon vorher – die Angst im Nacken, enttarnt zu werden und sein Leben zu riskieren. Doch in diesem Moment liegt ihm die Zukunft seines Landes und der Menschheit mehr als seine eigene Existenz am Herzen. Er steht zu seinen Prinzipien, handelt nach seinen Gefühlen und bekämpft die Politik Hynkels. Ihm bedeutet Menschlichkeit mehr als Macht. Die Möglichkeit, die Herrschaftsposition des Diktators und dessen Lebenswandel zu übernehmen, liegt ihm fern. Statt Reichtum und Macht steht für den Friseur die Rettung der unterdrückten Minderheit im Vordergrund. Trotz der Gefährlichkeit Hynkels und seines Staatsapparates nutzt er während der Ansprache die Chance, dem Volk die Augen zu öffnen und für Menschlichkeit und Frieden zu werben.
Chaplin verwendete keinen spezifischen Namen für die Figur des Friseurs, dies ist ein Hinweis darauf, dass dieser für den Menschen allgemein und somit auch für den Zuschauer selbst steht, der durch den Film aufgerufen ist, sich zu wehren. Die Friseurrolle weist viele slapstickartige Stilmittel von Chaplins Stummfilm-Tramp auf. Chaplin zeigt mit seinem Film auf, dass jeder etwas gegen unmenschliche Politik unternehmen kann und man sich nicht einfach einer Mehrheit anschließen darf. Es ist demnach möglich, als Einzelperson auf Ungerechtes hinzuweisen und damit Menschenmassen zu bewegen, so wie es der Friseur in der Rede am Filmende vormacht. Einzelne können – so wie er es darstellt – durchaus die Welt verbessern.

## Rezeption

### Inneramerikanische Kritiken
Chaplins Werk leistete einen Beitrag zur inneramerikanischen Debatte um den Kriegseintritt der USA. Die New York Times bewertete ihn als den „vielleicht wichtigsten Film, der je hervorgebracht wurde“; die Blätter des Pressezaren William Randolph Hearst beschuldigten Chaplin dagegen der „Kriegshetze“. In Chicago wagte aufgrund des hohen Anteils Deutschstämmiger kein Kino die Aufführung des Films, der langfristig aber das finanziell erfolgreichste Projekt Chaplins wurde. Der US-amerikanische Aggregator Rotten Tomatoes erfasst 92 % wohlwollende Kritiken.
Eine meist negativ bewertete Szene im Film ist die, in der KZ-Häftlinge im Konzentrationslager marschieren, was nach Meinung der meisten Kritiker überzogen lächerlich dargestellt wird. Chaplin entschuldigte sich später für diese Szene; er habe nicht gewusst, wie schrecklich es im KZ wirklich war. „Hätte ich von den Schrecken in den deutschen Konzentrationslagern gewusst, ich hätte Der große Diktator nicht zustande bringen, hätte mich über den mörderischen Wahnsinn der Nazis nicht lustig machen können“, schrieb Chaplin Jahre danach in seiner Autobiografie.

„Wahrlich herausragendes Werk eines wahrlich großen Künstlers und – aus einem bestimmten Blickwinkel – vielleicht der bedeutsamste Film, der je produziert wurde.“

### Einfluss des Filmes
Chaplins Beitrag ermöglichte es anderen Regisseuren, die Figur Hitler in lächerlicher Weise darzustellen. 1942 drehte auch Ernst Lubitsch eine Komödie über den Personenkult und die reale Machtausübung mit Sein oder Nichtsein (nach dem Text Noch ist Polen nicht verloren von Melchior Lengyel), der allerdings nur geringe Zuschauerzahlen erreichte. Siehe auch Kortners Szenen über das Wiener Hotel Imperial mit einem Hitler-Doppelgänger.

### Im Dritten Reich
Nach Angaben von Budd Schulberg, der für die Nürnberger Prozesse Beweismaterial sichtete, forderte Hitler den Film in kurzer Zeit zweimal an. Ob er ihn auch wirklich sah, ist nicht bewiesen. Öffentlich kam er nicht zur Aufführung. Im Machtbereich des Deutschen Reiches gab es allerdings verschiedene Kopien in unterschiedlichen Sprachen. Josip Broz Titos Partisanen gelang es, im Mai 1942 in einem Soldatenkino der Wehrmacht im Militärverwaltungsgebiet Serbien einen deutschen Propagandafilm gegen eine dieser Kopien auszutauschen; anwesende Offiziere beendeten die Vorstellung nach etwa der Hälfte der Zeit und drohten mit der Erschießung des jugoslawischen Angestellten, der den Projektor bedient hatte.

### Im Nachkriegsdeutschland
Der Schriftsteller Alfred Andersch entrüstete sich im November 1946 im Ruf, dass eine Delegation Filmschaffender nach einer Sichtung in einem Berliner Kino den Zeitpunkt für eine öffentliche Vorführung als viel zu früh erachtete. Dem hielt eine studentische Leserin, die der Aufführung als Gast beigewohnt hatte, entgegen, der mit Außenblick gedrehte Film spiegle nicht die tatsächliche Grausamkeit wider und verletze daher Betroffene. Einer ihrer Belege war die weiter oben angesprochene KZ-Szene.
Eine der beiden Hauptfeldagenturen der Information Control Division (ICD) – eine US-amerikanische Propaganda- und Zensurabteilung in Deutschland – die Information Control Section (ICS) im amerikanischen Sektor Berlins, fädelte zu Testzwecken parallel dazu eine sehr kurzfristige Programmänderung im öffentlichen Berlin-Steglitzer Kino ein. Am 19. August 1946 berichtete darüber das US-Magazin Time, dass die Deutschen – die eigentlich zu dem angekündigten Film Fräulein Kitty gekommen seien – zwar gelacht hätten, als Chaplin in der Rolle des jüdischen Friseurs einen Kunden zu Brahms-Musik rasiert und als Diktator Hynkel einen Ballonglobus umtanzt habe, bis dieser ihm ins Gesicht explodiert sei. Aber mit der Zeit sei das Lachen verstummt und es habe sich erst peinliche, dann betroffene Stille verbreitet; bei den KZ-Szenen habe niemand mehr gelacht. Insgesamt sei der Film für die Zuschauer ein Albtraum gewesen und die Zeit der NS-Tragödie – da sie ihrem „Großen Diktator“ zugejubelt hatten – sei noch zu nahe.
Die New York Times vom 10. August 1946 vermerkt als Haupteindruck, dass die Leute ihre Emotionen kontrolliert hätten. „Spontanes Gelächter“ habe es nur über die Göring-Parodie gegeben – den Eitelsten der NS-Führung. „Irritiert und verletzt“ hätten sie dagegen reagiert, als Chaplin den Diktator in Kunstsprache parodiert und mit Urlauten und deutschen Wortfetzen eine Hitler’sche Drohrede imitiert habe.
Es fanden insgesamt zwei Vorstellungen statt, bei denen ICD-Fragebogen ausgehändigt wurden. Von den jeweils 500 verteilten Bogen wurden nach der ersten Vorstellung nur 144 und nach der zweiten 232 abgegeben. Der Film erzielte darin eine hohe Zustimmungsquote. Als „hervorragend“ oder „gut“ wurde er am ersten Abend von 75 Prozent, am zweiten von 84 Prozent bewertet. Die Frage, ob der Film in die deutschen Kinos kommen solle, bejahten zunächst 69 und dann 62 Prozent. Allerdings spricht die geringe Beteiligung eher gegen eine hohe Zustimmung zum Film.
In der ZDF-Fernsehsendung Das Literarische Quartett merkte der Literaturkritiker Marcel Reich-Ranicki an, dass es nie jemandem gelungen sei, das ultimative Porträt des am nachhaltigsten in das kollektive Gedächtnis unserer Gesellschaft eingebrannten Diktators Hitler zu zeichnen, woraufhin sein Kritikerkollege Hellmuth Karasek protestierte, dass es Chaplin gewesen sei, dem Derartiges mit dem Film Der große Diktator gelungen sei.

### In Rom
Als die Amerikaner Zuschauern im gerade befreiten Rom im Oktober 1944 den Film vorführten, zeigte sich ein Wunsch nach Aufschub eines derartigen Kinoprogramms. Die New York Times berichtete damals, nach der Vorführung sei „das Publikum wie betäubt aus dem Kino gegangen“. Die Zeitung mutmaßte hierzu: „Die Menschen haben ihn lange bewundert und lassen sich heute nicht gerne sagen, dass sie einem Hanswurst nachgelaufen sind.“ Die Uraufführung in Italien fand dann aber doch schon zwei Jahre später statt.

## Auszeichnungen
Der Große Diktator wurde für fünf Oscars in den Kategorien „Bester Film“, „Bestes Originaldrehbuch“ (Chaplin), „Bester Hauptdarsteller“ (Chaplin), „Beste Originalmusik“ (Meredith Willson) und „Bester Nebendarsteller“ (Jack Oakie) nominiert, ging dann bei der Preisverleihung aber komplett leer aus.
1997 wurde der Film in das National Film Registry aufgenommen.

## Sonstiges
- Hitler und Chaplin hatten im selben Monat und Jahr Geburtstag, im April 1889. Interessant ist auch, dass Hitler seinen Schnauzbart ähnlich trug wie Chaplins Filmfigur des Tramps. Das ist aber mit der damaligen Mode erklärbar. Der „Hitler-“ oder „Chaplinbart“ war in diesen Zeiten modern.
- Der Stummfilmkomiker Hank Mann hat im Film einen Kurzauftritt als Sturmtruppler, der eine Frucht stiehlt.
- Die deutsche Band Varg verwendete die Schlussrede aus dem Film für das Intro ihres 2016 erschienenen Albums Das Ende aller Lügen. Die Rede (Intro) steht dabei inhaltlich im völligen Kontrast zu den düsteren und martialischen anderen Liedern des Albums.[20]
- Im Film wird die „Dicke Bertha“ als Geschütz beschrieben, das in der Lage sei, Paris aus einer Entfernung von 160 km zu treffen. Ein Geschütz dieses Namens existierte tatsächlich, hatte jedoch eine deutlich geringere Reichweite. Als Vorbild dürfte vielmehr das „Paris-Geschütz“ mit einer Reichweite von 130 km gedient haben, mit dem die Kirche St-Gervais-St-Protais (im Film Notre Dame) getroffen wurde.
- Die Band Coldplay hat die Schlussrede aus dem Film für das Intro des Musikvideos zu dem Lied A Head Full of Dreams verwendet.[21]
- Die US-amerikanische Hardcore-Band Stick to Your Guns nutzte Ausschnitte der Schlussrede für ihr Musikstück I Choose Nothing auf dem 2015 erschienenen Album Disobedient.[22]

## Synchronisation
Die Synchronisation wurde 1958 unter dem Dialogbuch und der Dialogregie von Franz-Otto Krüger von der Ultra-Film erstellt.
| Figur                              | Darsteller        | Deutscher Sprecher                                   |
| ---------------------------------- | ----------------- | ---------------------------------------------------- |
| Friseur/Diktator Anton Hynkel      | Charles Chaplin   | Hans Hessling                                        |
| Hannah                             | Paulette Goddard  | Hannelore Schroth                                    |
| Benzino Napoloni                   | Jack Oakie        | Werner Peters Alexander Welbat (Nachsynchronisation) |
| Kommandeur Schultz                 | Reginald Gardiner | Siegfried Schürenberg                                |
| Feldmarschall Hering               | Billy Gilbert     | Werner Lieven                                        |
| Dr. Gorbitsch                      | Henry Daniell     | Friedrich Schoenfelder                               |
| Artillerie-Offizier (Dicke Bertha) | Leyland Hodgson   | Arnold Marquis                                       |
| Levy                               | Max Davidson      | Alfred Balthoff                                      |
| Radio-Sprecher                     | Wheeler Dryden    | Heinz Petruo                                         |
| Reporter                           | Don Brodie        | Horst Gentzen                                        |
| Heinrich Schtick                   | Wheeler Dryden    | Paul Klinger                                         |
| Polizist                           |                   | Benno Hoffmann                                       |

1972 wurde der Film vom Tobis-Verleih wieder ins Kino gebracht – eine Rolle der deutschen Fassung war jedoch verloren gegangen. Statt ihn neu zu synchronisieren (wie es damals üblich gewesen wäre), wollte man die klassische deutsche Synchronisation erhalten und synchronisierte nur die fehlenden Szenen nach, obwohl Werner Peters mittlerweile verstorben war und man mit Alexander Welbat einen anderen Sprecher zum Einsatz bringen musste. Damit dürfte dieser Film der erste sein, dessen ursprüngliche Synchronisation durch Nachsynchronisation fehlender Szenen erhalten wurde.

## Erstaufführungen
Die einzige Information zum Film, die Chaplin schon Anfang 1940 selbst an die Presse gab, erregte Aufsehen und lautete: „Die Uraufführung soll in Berlin stattfinden“. Der Film wurde dann aber doch wie folgt erstaufgeführt:
- USA: 15. Oktober 1940 Premiere in New York, allgemeiner Kinostart am 7. März 1941
- Großbritannien: 16. Dezember 1940
- Frankreich: 4. April 1945[25]
- Italien: 9. Oktober 1946[26]
- Westdeutschland: 26. August 1958
- Japan: 15. Oktober 1960
- Spanien: 22. März 1976 (nach dem Tod von Francisco Franco)
- DDR: 4. März 1980 auf DFF 1

In Berlin wurde der Film 1946 einem kleinen Kreis aus Politik und Presse vorgeführt. Nach einem heftigen Austausch über Reife oder Unreife der deutschen Bevölkerung sprach sich zwar eine Mehrheit der Versammelten für eine öffentliche Vorführung aus. Die Amerikaner gaben den Film jedoch trotzdem nicht frei und es sollte noch zwölf Jahre dauern, bis er in westdeutsche Kinos kam.

## Restaurierte Fassungen
Am 30. Dezember 2004 wurde Der große Diktator in einer restaurierten Fassung wieder gezeigt. Für die Neufassung zeichneten die italienische Cineteca di Bologna und das Kopierwerk Immagine Ritrovate verantwortlich. Zur Bildrestaurierung wurde eine Filmkopie, die von einem vollständigen Original-Negativ gezogen wurde, verwendet. Auf diese Weise konnten die ursprünglichen Kontraste sowie die Lichtstimmung wiederhergestellt werden. Zur Erneuerung des Tons wurden ein Originalband mit der Endmischung benutzt und mit digitaler Technik Kratzer und andere Fehler in der Tonspur entfernt. Im Mai 2010 wurde eine weitere vollständig neu restaurierte Fassung des Films auf Blu-ray Disc herausgebracht, die auf Basis eines neuen digitalen Scans von Filmrollen aus dem privaten Heimkino der Familie Chaplin entstanden ist. Die Tonspur liegt auf dieser Blu-ray Disc im Format DTS HD Master Audio 2.0 Mono vor.

## Film über das Making of

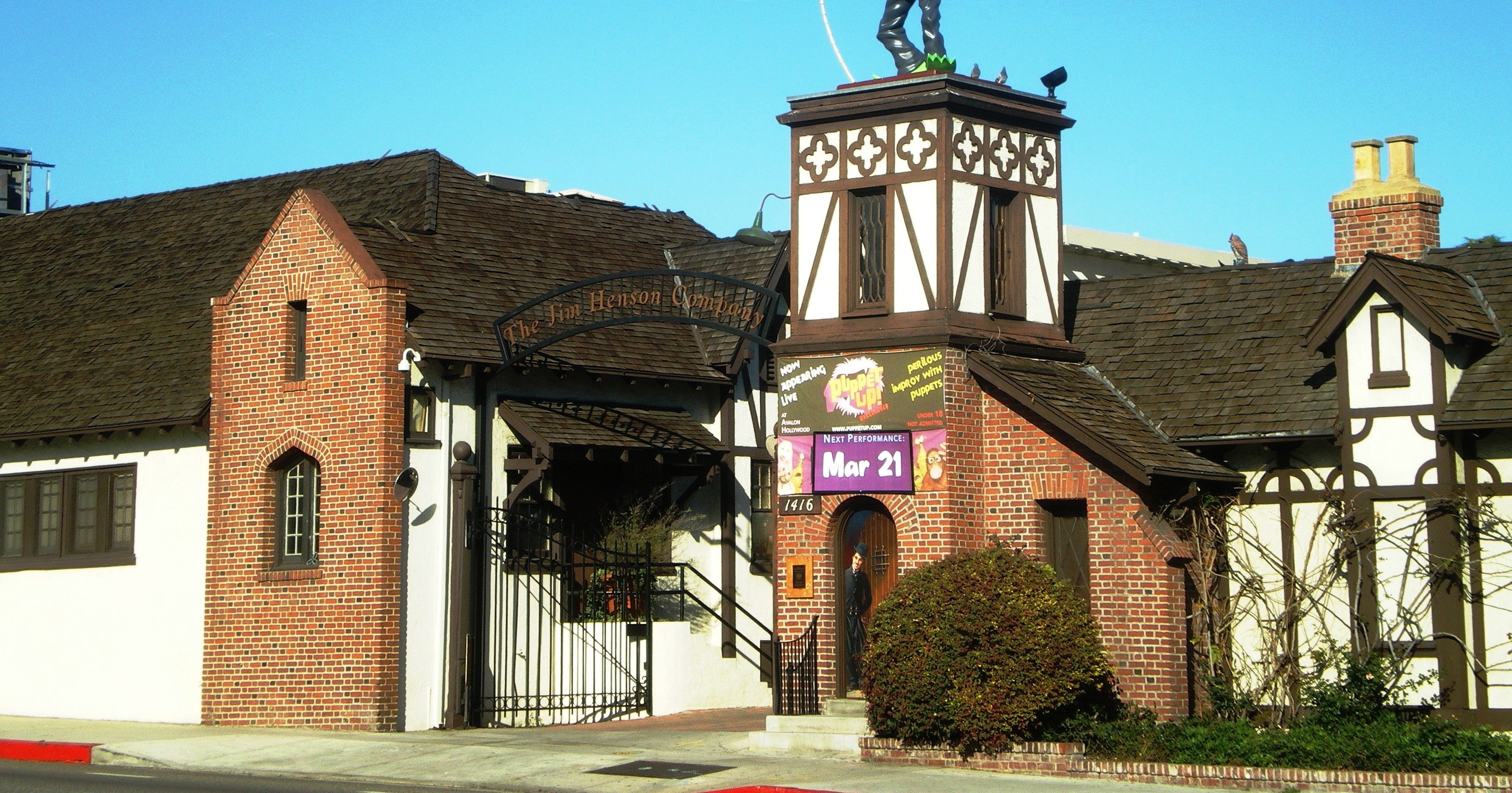
Eingang der ehemaligen Charlie Chaplin Studios, wo der Film gedreht wurde (heute Jim Henson Company)

Kevin Brownlow, Michael Kloft (Regie): Der Tramp und der Diktator. Großbritannien 2002, 65 Min. (Wurde 2008 zusammen mit dem Dokumentarfilm Hollywood und Hitler derselben Autoren unter dem Titel Hitler und die Traumfabrik: Wie Hollywood über den Diktator lachte … gesendet.) Die Dokumentation zeigte unter anderem bislang unbekannte Szenen in Farbe. Es handelte sich jedoch nicht um Filmmaterial des Studios, sondern um private Aufnahmen von Chaplins älterem Halbbruder Sydney Chaplin.